# Готтентоти
Готтенто́ти (самоназва кой-коїн «люди людей», кхої) — койсанський народ на південному заході Африки.

## Чисельність, територія проживання, поділ на групи, мови і релігія

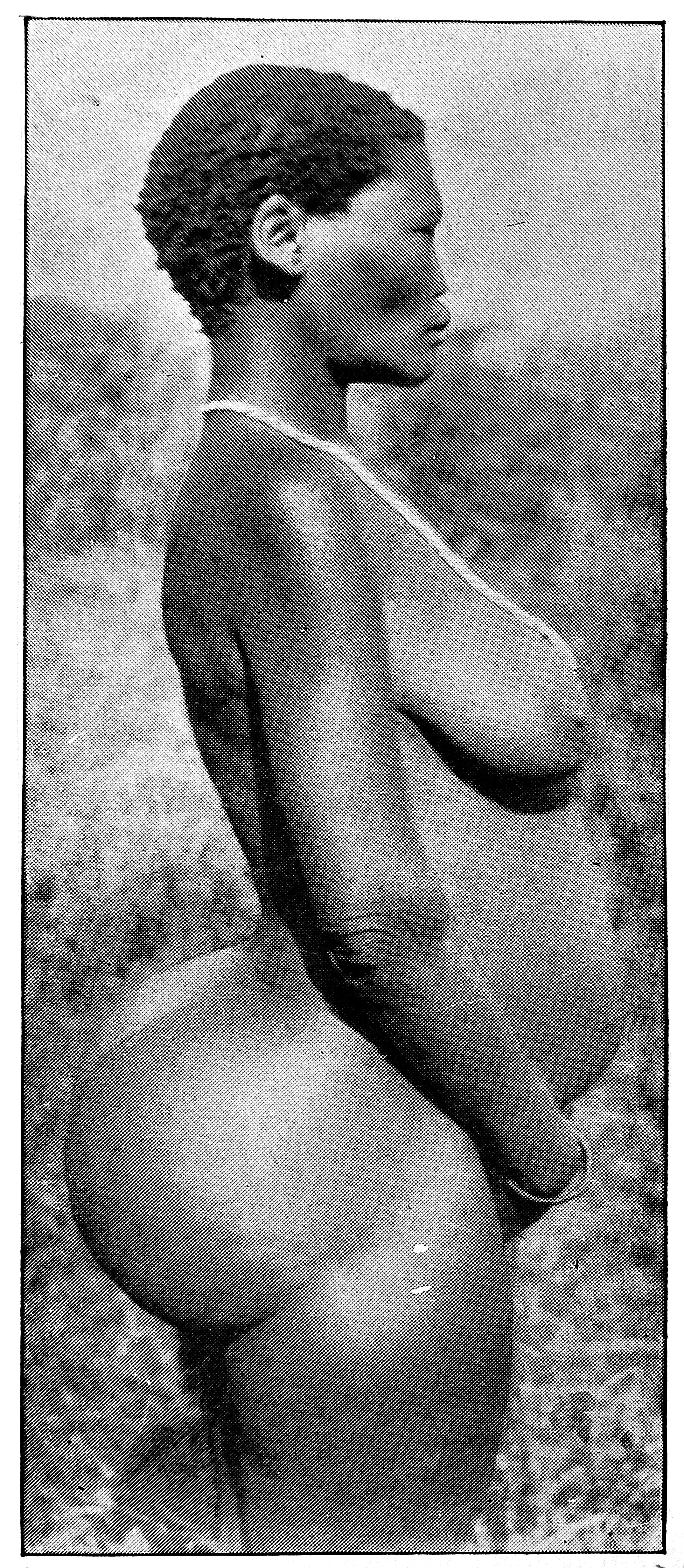
Готтентоська жінка з характерною для її представників стеатопігією

Готтентоти живуть у південній і центральній Намібії (100 тис. осіб), Ботсвані (25 тис. осіб) і у ПАР (2 тис. осіб).
Антропологічно готтентоти належать до капоїдної раси. Нині поділяються на групи наа і метисів-рехобот (рехоботські бастери). Характерною ознакою у готтентотських жінок, як і в деяких інших південноафриканських народів (зокрема бушменів), є стеатопігія — явище відкладання жиру переважно на сідницях.
Розмовляють мовами і діалектами (понад 30) готтентотської (центральної) групи койсанської мовної сім'ї.
Серед готтентотів багато протестантів, хоча зберігаються також і традиційні вірування.

## Етнічна історія

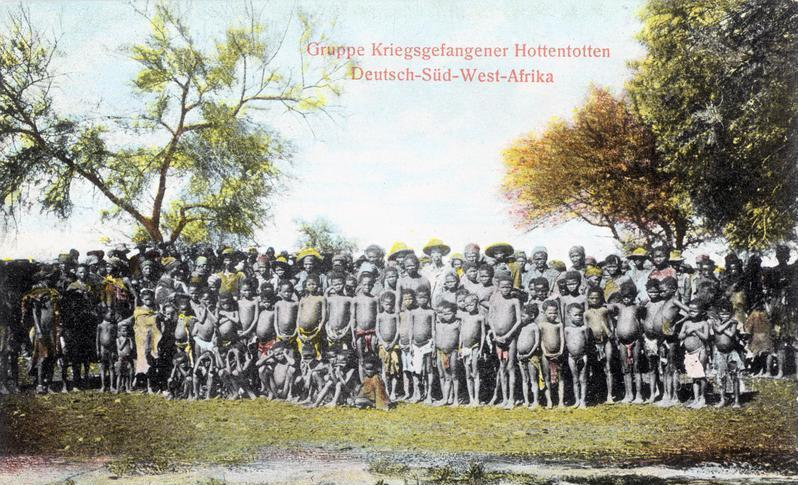
Khoekhoe prisoners of war in German South-West Africa, 1904

Готтентоти історично населяли західні терени Південної Африки, але міграціями банту були відсунуті на північ. Протягом XVII—XIX століть голландські, англійські та німецькі колонізатори винищили багато племен готтентотів, решту зігнали з їхніх земель. Колонізація зруйнувала господарство і спосіб життя готтентотів. У 1904—1907 роках спалахнуло стихійне повстання готтентотів проти завойовників, яке було жорстко придушено.
На даному історичному етапі інкорпоруються в суспільство країн, де проживають — працюють переважно в наймах на фермах європейців та в містах.

## Господарство, культура і соціальна організація
Традиційне заняття — відгінне скотарство (велика рогата худоба, худоба місцевої довгорогої породи, вівці, кози). Лише у XIX—ХХ століттях стали освоювати землеробство.
Традиційне поселення — крааль.
Жили сільськими громадами (декілька самостійних родин). Форма влади — вождівство.